# جفاف الجلد
جفاف الجلد (بالإنجليزية: xerosis)‏ العادي ليس خطيراً ولكنه مزعج حيث يحول خلايا الجلد إلى خلايا فاقدة للحيوية ويتسبب في ظهور خطوط وتجاعيد على الجلد، ولكن هناك العديد من حالات جفاف الجلد الخطيرة كالمرض الوراثي المسمى السُماك (داء السمك) وهو مرض حلقي وراثي يصيب البشرة ويجعلها خشنة ومتقشرة باستمرار. هذا المرض من الممكن أن يكون مشوهاً لدرجة تدخل المصاب في مشاكل نفسية.
يلاحظ أن أغلب حالات جفاف الجلد تنشأ من العوامل البيئية التي من الممكن التحكم بها جزئياً وكلياً ومن هذه العوامل:
التعرض للجو البارد أو الحار مع قلة الرطوبة، الاستعمال الطويل للمكيفات والاستحمام بكثرة وبالرغم من أن مشاكل جفاف الجلد المزمنة أو الخطيرة تحتاج إلى طبيب مختص، لكن تستطيع أن تعمل الكثير لتحسين هذه المشكلة وذلك عن طريق استخدام مواد لترطيب الجلد مع تجنب كثرة الاستحمام والابتعاد عن الصابون الجاف والشديد.

## الأعراض والعلامات
جفاف الجلد مشكلة مؤقتة(كما في الشتاء) ولكن من الممكن أن تكون مزمنة. يحصل جفاف الجلد في الأماكن التالية من الجسم: في الذراع،الجزء الأسفل من الساق وعلى جانبي البطن، وهذا يختلف من شخص إلى آخر. تعتمد الأعراض والعلامات على عمرك، الحالة الصحية، مكان إقامتك، الوقت الذي تقضيه خارجاً وكذلك السبب الرئيسي للمشكلة.
إذا كنت تعاني من جفاف الجلد نتيجة لتقدم السن من الممكن أن يكون لديك أحد هذه الأعراض والعلامات:
- الإحساس بأن الجلد مشدود وخاصة بعد الاستحمام أو السباحة.
- يكون الجلد قاسياً بدلاً من أن يكون ناعماً.
- يبدو الجلد منكمشاً وجافاً.
- حكة ربما تكون شديدة.
- وجود خطوط وتشققات ظاهرة على الجلد.
- وجود احمرار على الجلد.
- وجود تشققات غائرة من الممكن أن تنزف أحياناً.

## الأسباب
بشكل مبدأي، فإن العلماء صاغوا أسباب جفاف البشرة ب اختصار في: التغذية، البيئة والجينات. فضلًا عن الأمور الحياتية: مثل التدخين والرياضة، وكذلك استخدام المرطبات.
أغلب مشاكل جفاف الجلد تحصل بسبب العوامل البيئية
1. الطقس: يجف الجلد في الشتاء وذلك بسبب انخفاض درجة الحرارة وانعدام الرطوبة، الطقس البارد يجعل مشاكل الجلد أكثر سوءاً والعكس صحيح إذا كنت تعيش في صحراء في فصل الصيف حيث درجة الحرارة 110 فهرنهايت والرطوبة تصل إلى 10% أو أقل.
2. المكيفات وأجهزة التدفئة: تقلل الرطوبة وتسبب الجفاف.
3. الحمامات الحارة والاستحمام: الاستحمام المستمر وخاصة إذا كنت ممن يفضلون الماء الساخن عند الاستحمام، هذا يعرضك للإصابة بجفاف الجلد لأنه يعمل على تكسير طبقة الدهون العازلة.
4. المنظفات والصابون القاسي: العديد منها يعمل على إزالة الدهون والماء من الجلد، الصابون المضاد للبكتيريا والصابون المزيل للروائح هو من أكثرها ضرراً وهناك شامبوهات عدة تسبب جفاف فروة الرأس.
5. الحساسية: الحساسية التي تظهر على الجلد تسبب في جفاف الجلد

عوامل أخرى:
- الصدفية: يتميز هذا المرض بالبنية السريعة للجلد فيصبح الجلد جافاً، قاسياً يحتوي على خلايا ميتة التي تكون طبقة سميكة.
- مشاكل الغدة الدرقية: كسل الغدة يؤدي إلى قلة نشاط الغدد العرقية والزيوت من الجلد وبالتالي جفاف الجلد.
- الكحول والأدوية: الكحول والكافيين يؤديان إلى جفاف الجلد
- من الأدوية التي تسبب جفاف الجلد مدرات البول ومضادات الهستامين.
- الجفاف: الإسهال أو القيء، ارتفاع درجة حرارة الجسم، التعرق الشديد أثناء الرياضة، عدم شرب الماء أو السوائل بكميات كافية تسبب جفاف الجلد وأول علامة لذلك فقدان الجلد لمرونته.

## عوامل الخطورة
- عمرك: كلما تقدم العمر يصبح جلدك أكثر جفافاً وذلك بسبب قلة نشاط الغدد المفرزة للزيوت.
- جنسك: جلد الرجل يبقى رطباً لفترة أطول من جلد المرأة.
- التعرض للشمس: الأشعة الفوق بنفسجية تخترق الجلد وتحدث ضرراً فيه.

## متى تطلب الاستشارة الطبية
```
* إذا كان جلدك لا يتحسن مع الجهد الذي تبذله لتحسينه من مرطبات ووقاية. 
```

- إذا كان جفاف جلدك أو الحكة تقلق نومك.
- إذا كان لديك أية التهابات في الجلد مثل خراج بثور.. الخ.